# RPG-29
El RPG-29 (en ruso: РПГ-29, designación OTAN: Vampir) (Ruchnoy Protivotankovy Granatomyot – granada propulsada por cohete-) es un lanzacohetes antitanque ruso. Fue adoptado por el Ejército soviético en 1989, siendo el arma más reciente de su tipo adoptada por las Fuerzas Armadas soviéticas antes de la disolución de la Unión Soviética en 1991. El RPG-29 ha sido desde entonces complementado por otros lanzacohetes antitanque, tales como el RPG-30 y el RPG-32. La ojiva en tándem del cohete PG-29V es una de las pocas ojivas que ha penetrado en combate los cascos de blindaje compuesto de tanques occidentales, como el blindaje de reconocidos carros blindados occidentales, inclusive por sus glacis.

## Descripción

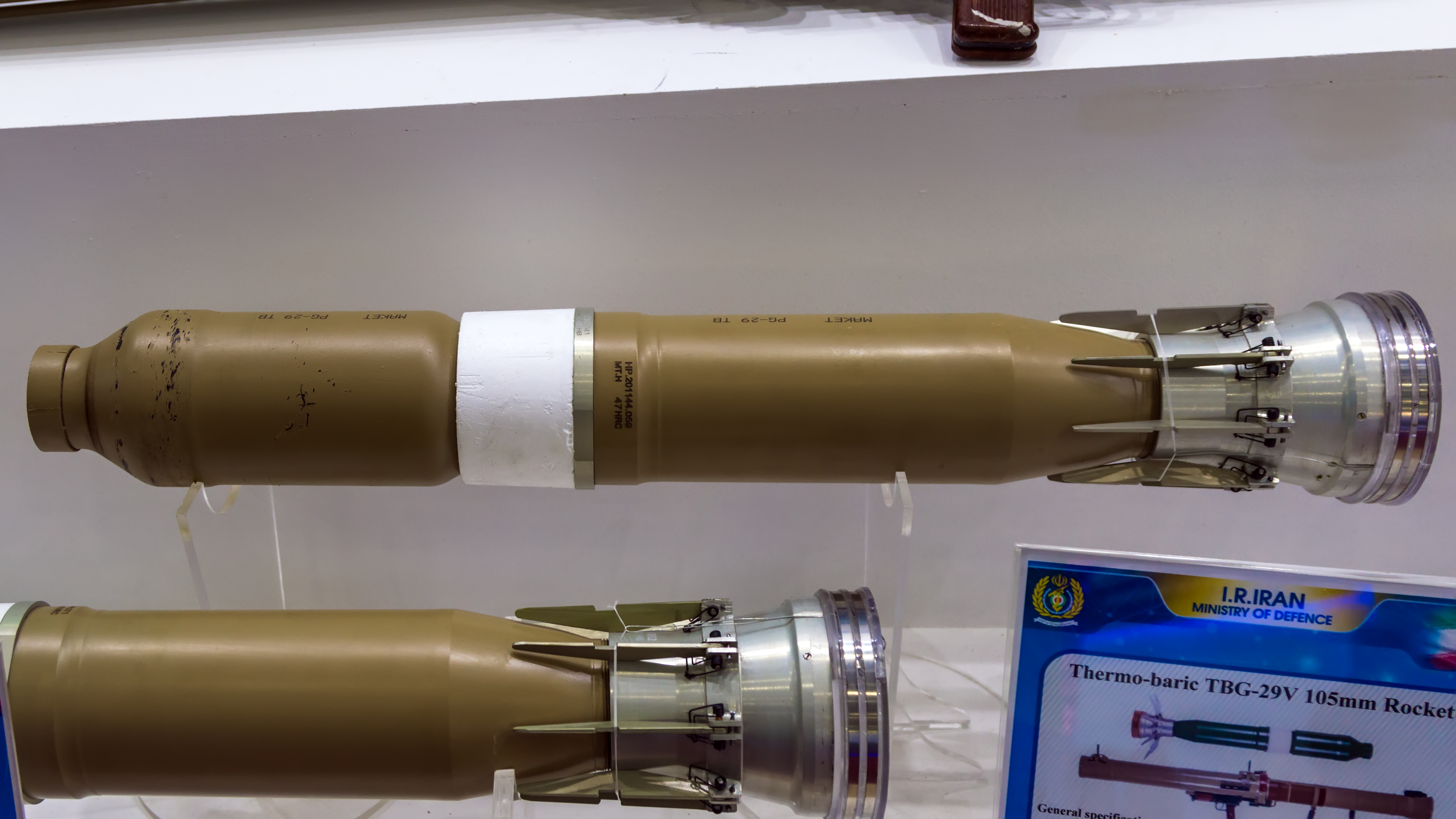
Proyectil termobárico TBG-29V.

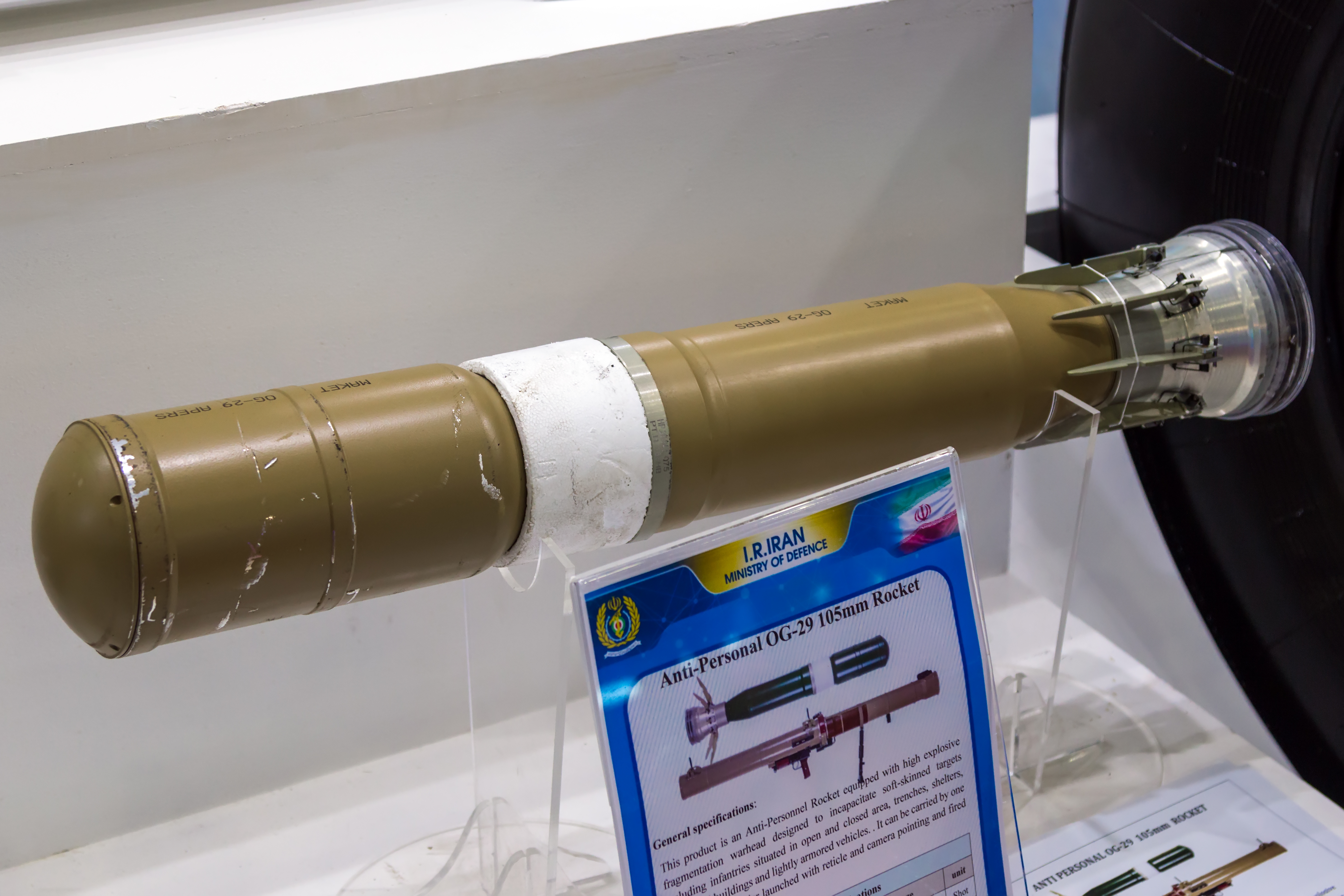
Proyectil OG-29 HE/FRAG.

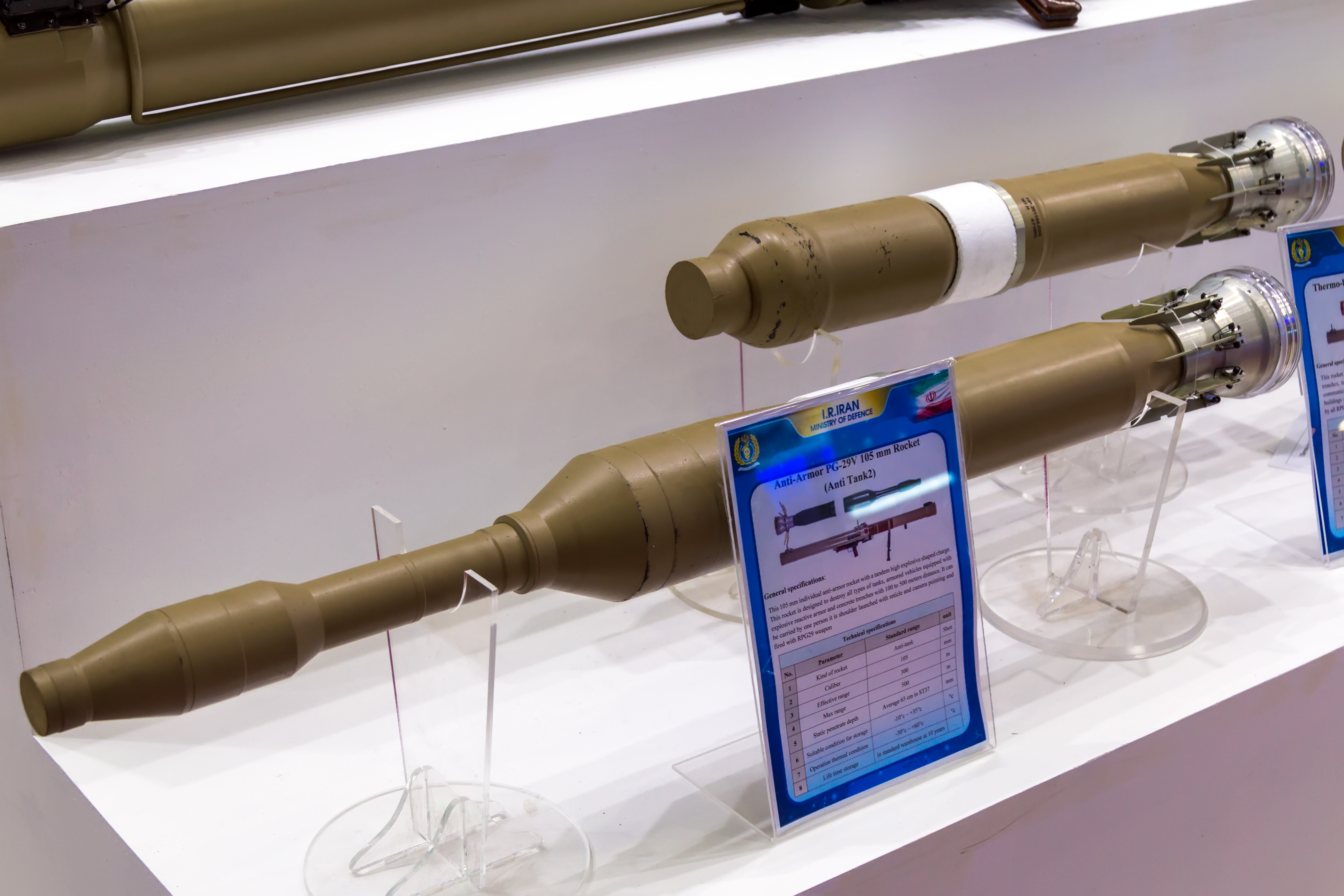
Proyectil PG-29V HEAT.

El RPG-29 es un lanzacohetes de tubo, con carga manual, diseñado para ser transportado y empleado por un solo soldado. Encima del tubo de lanzamiento se sitúa la mira óptica 1P38 de 2,7 aumentos. Debajo del tubo se encuentra un apoyo de hombro para un posicionamiento adecuado, así como el pistolete y el gatillo. Se le puede montar una mira nocturna 1PN51-2.
El RPG-29 es inusual entre los lanzacohetes antitanque rusos, ya que no emplea una carga propulsora inicial para situar al cohete a una distancia segura del tirador antes que este se encienda. En cambio, el motor cohete se enciende tan pronto se aprieta el gatillo y se consume antes que el proyectil abandone el tubo. Como el proyectil sigue una trayectoria balística, el arma puede ser descrita como un cañón sin retroceso de ánima lisa.
Hay dos cohetes disponibles para el arma: el PG-29V antitanque/antibunker y el TBG-29V termobárico antipersonal. El PG-29V tiene una ojiva HEAT en tándem para penetrar blindaje reactivo (ERA; acrónimo de Explosive Reactive Armor, blindaje reactivo explosivo en inglés). Al ser lanzado, el cohete despliega ocho aletas al salir del tubo, estabilizándolo durante su vuelo hasta una distancia de 500 m. La ojiva se compone de dos cargas explosivas; una pequeña carga inicial con alto poder explosivo destruye el blindaje reactivo (en caso de falta de éste o de blindaje de rejas, el blindaje principal o su capa exterior sería impactado por la misma en primer lugar). Detrás de la carga primaria se encuentra una mayor (carga hueca) secundaria que estalla detrás de la ojiva inicial, la cual lanza un chorro de metal fundido contra el blindaje previamente debilitado por la carga primaria y/o punta hueca que precede la mayor. 
Fuentes occidentales y rusas indican que la ojiva del cohete PG-29V es excepcionalmente poderosa. 
Durante sus pruebas en Rusia, el cohete fue lanzado contra tanques T-80 y T-90. Penetró los cascos de ambos modelos de tanque a través de su glacis, a pesar del blindaje reactivo y el espesor del casco.
Las fuentes occidentales obtuvieron la mayor parte del conocimiento de la capacidad de la ojiva por los daños causados durante la Guerra del Líbano de 2006, aunque se cree que el RPG-29 fue empleado en múltiples escaramuzas contra fuerzas estadounidenses y británicas movilizadas durante las primeras fases de la Guerra de Irak.

## Historia

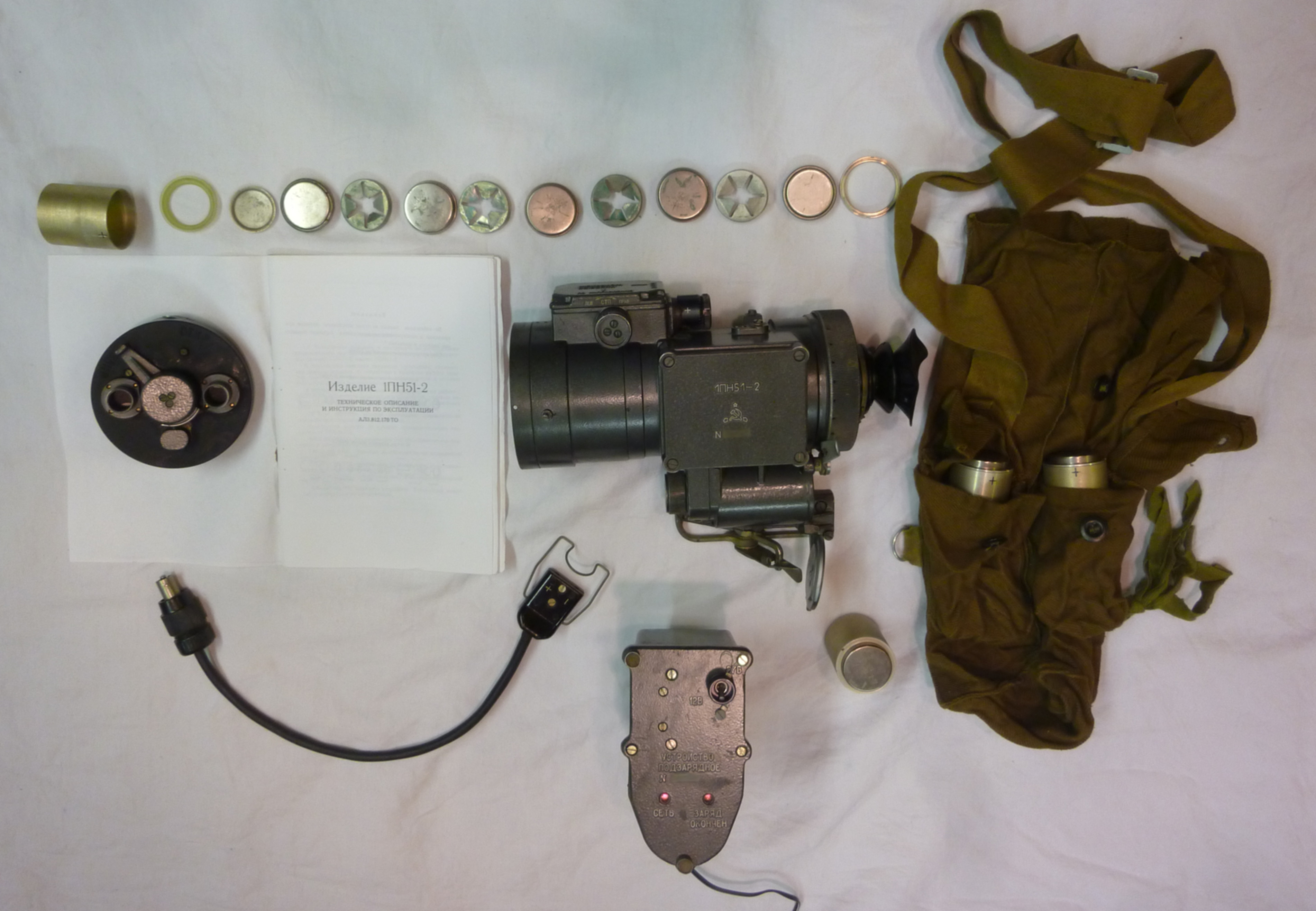
Mira nocturna 1PN51-2

EL RPG-29 fue desarrollado a fines de la década de 1980, siguiendo el desarrollo del RPG-26 y entró en servicio con el Ejército soviético en 1989. En fechas recientes ha sido intermitentemente empleado por fuerzas irregulares en el Oriente Medio, incluso en combate contra tropas estadounidenses y británicas durante la Guerra de Irak y en la Guerra del Líbano de 2006, cuando fue empleado contra tropas israelíes. Su presencia en la zona tensionó brevemente las relaciones entre Rusia e Israel. Durante el conflicto, el diario israelí Haaretz afirmó que el RPG-29 era el principal causante de bajas de las Fuerzas de Defensa de Israel en la Guerra del Líbano de 2006, aunque un portavoz del Ministerio de Asuntos Exteriores de Rusia negó que Rusia suministrase directamente armas a Hezbolá.Parece ser que se logró un acuerdo poco antes del final del conflicto. La revista rusa Kommersant reconoció a través de fuentes anónimas la posibilidad de una transferencia de armas entre Siria y Hezbolá durante la retirada siria del Líbano.

## Usuarios

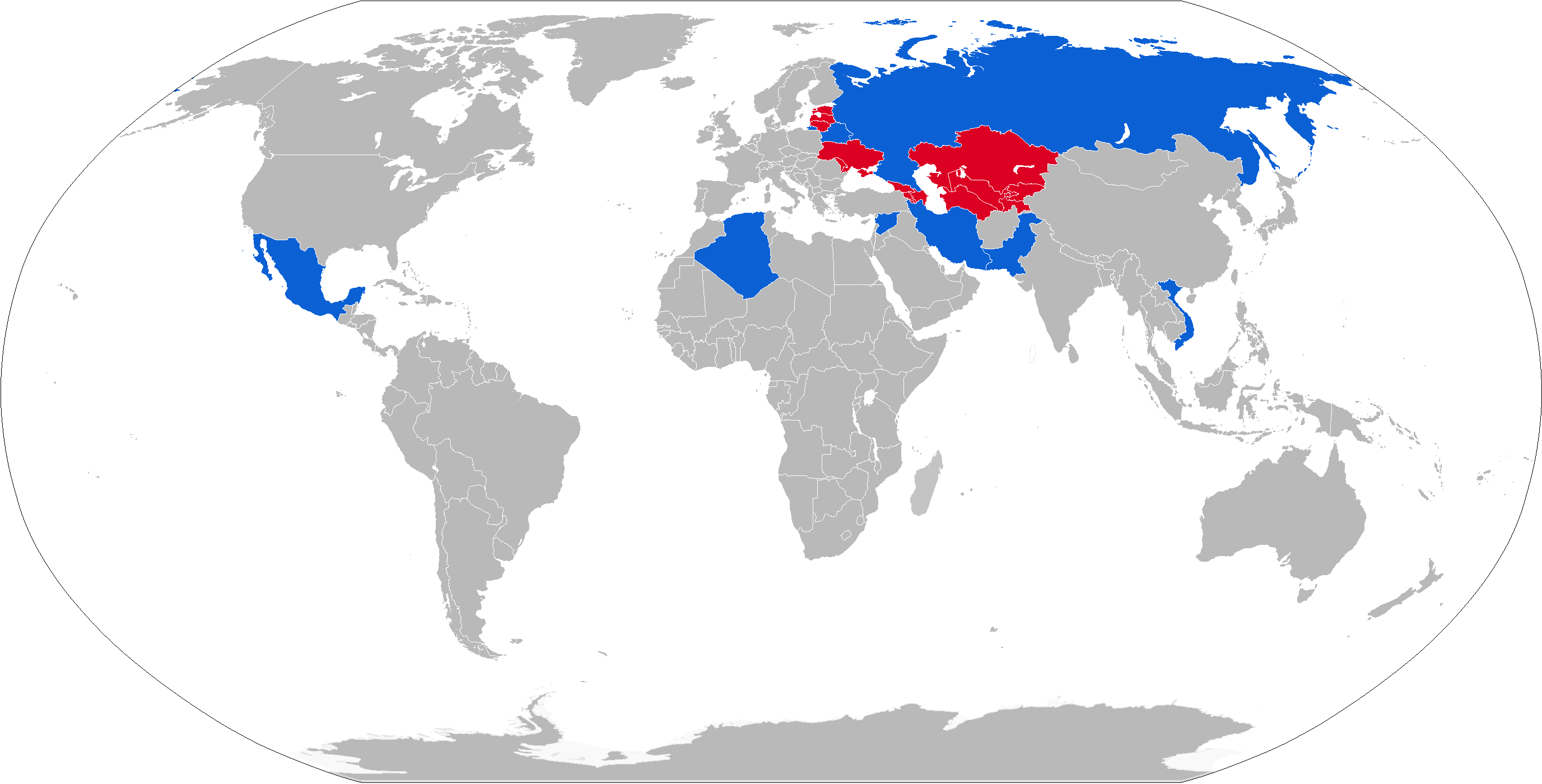
Mapa con operadores de RPG-29 en azul y antiguos operadores en rojo

### Actuales
- Rusia
- Argelia
- Bulgaria
- Irán
- Marruecos
- México
- Pakistán
- Perú
- Siria
- Ucrania
- Vietnam

### Anteriores
- Checoslovaquia
- República Democrática Alemana
- Unión Soviética